# 炙烤

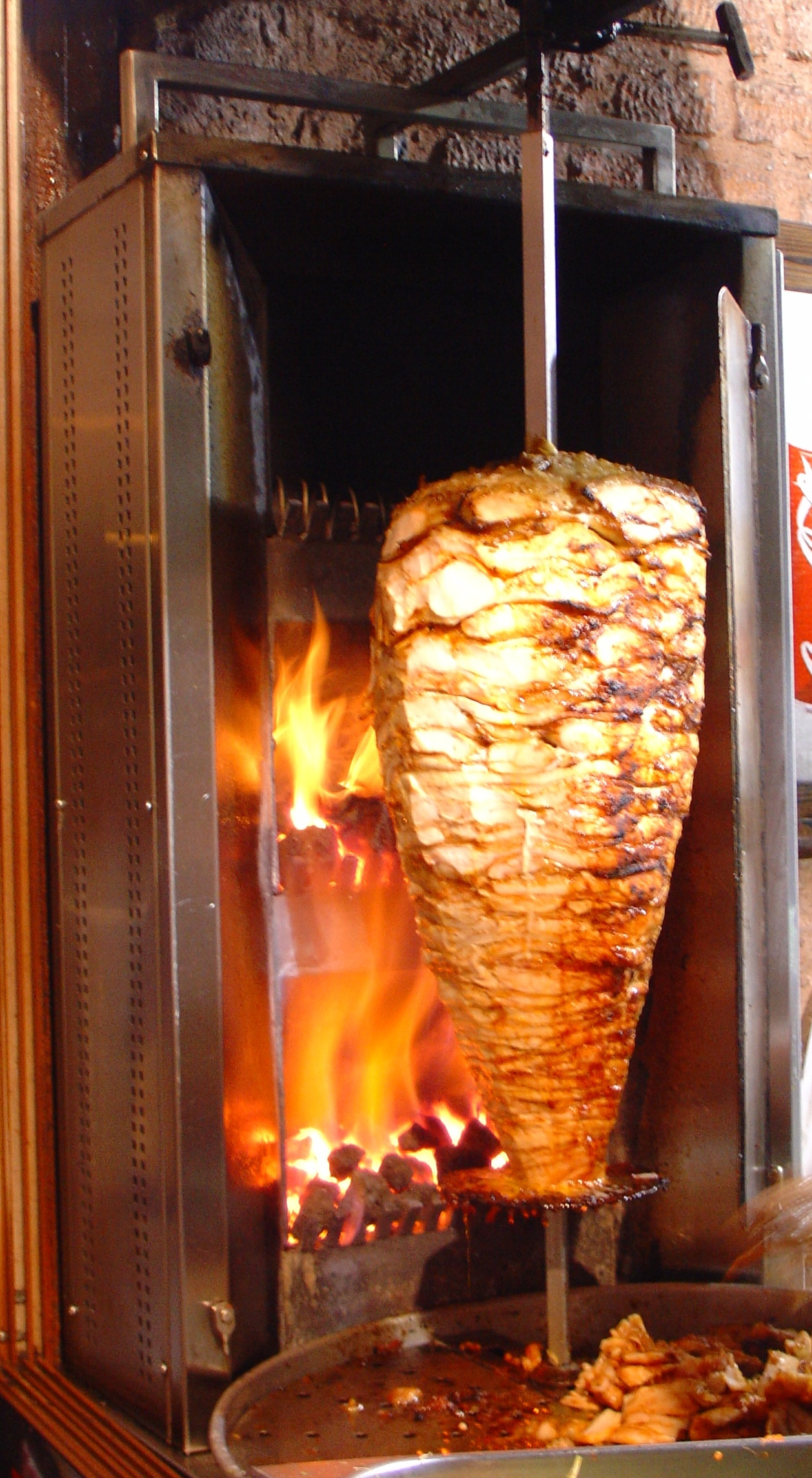
土耳其烤肉

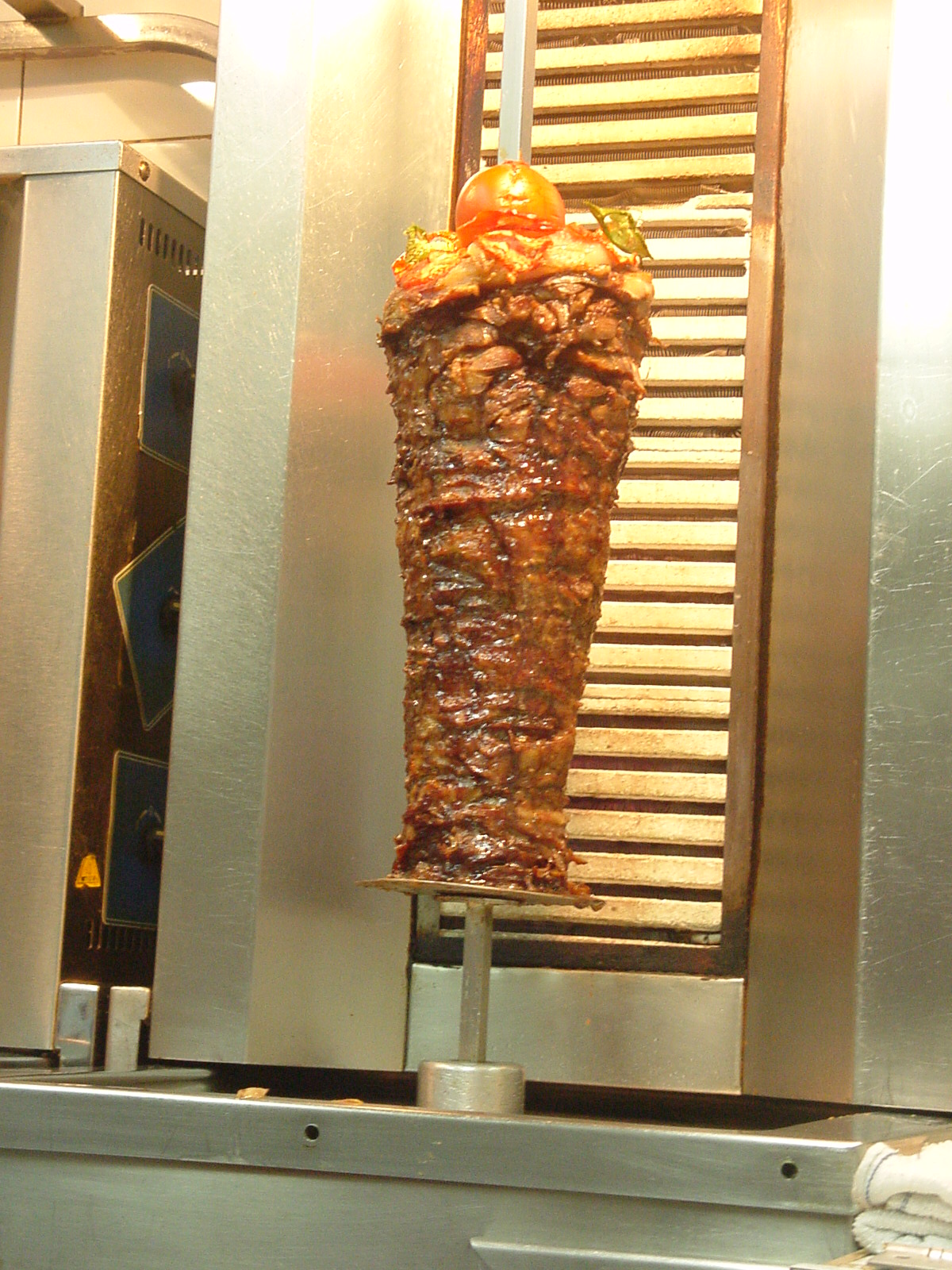
垂直旋轉烤羊肉，吃的時候要用刀把一片片羊肉切下來

炙烤是烹調方式的一種，使用乾燥熱源加熱食物表面。炙烤通常使用顯著大量的直接輻射熱，以便快速烹調食物。
炙烤由於使用輻射熱源，食物只有一面會受熱，因此必須翻轉食材以均勻加熱。像土耳其烤肉則是以器具自動翻轉，將已熟熱的部分切下來食用。